# Astrid Friis Larsen
Astrid Friis Larsen född den 24 februari 1964 i Odense, är en inte längre aktiv dansk handbollsspelare. 

## Karriär[1]
Astrid Friis Larsen växte upp i Odense och började sin elitkarriär i DHG Håndbold, en av klubbarna i Odense. Vid 19 års ålder den 12 november 1983 debuterade hon i det danska A-landslaget mot DDR. Matchen spelades i Dalmose inför en publik på 50 personer och slutade med danskt nederlag 16-28. 1984 bytte hon klubb till Svendborg HK där hon spelade i två säsonger innan hon lämnade Danmark för att spela i Nordstrands IF i Oslo. Med Osloklubben vann hon norska mästerskapet 1987 och spelade kvar i klubben minst till 1991. Nordstrand var i slutet av 1980-talet en storklubb i Norge och där spelade flera norska landslagsspelare.1991 spelade hon sin sista landskamp den 14 februari mot Sverige, som Sverige vann i stor stil med 31-18. Hon hade då spelat 119 landskamper och gjort 223 mål i landslaget. Största framgången med landslaget var att hon fick spela A-VM i Sydkorea 1990 och då tillsammans med flera av Danmarks kommande superstjärnor Janne Kolling, Susanne Lauritsen m fl. Efter karriären blev hon utbildad fysioterapeut och bor kvar i Norge och har en egen firma som fysioterapeut.

## Klubbar
- DHG (? - 1984)
- Svendborg HK (1984 -1986)
- Nordstrand IF (1986-1991?)

## Meriter
- Norsk mästare 1987 med Nordstrand IF

### Fotnoter
1. ↑  ”Haslund info Astrid Friis Larsen”. http://www.haslund.info/haandbold/20_dame/20_spillere/larast.asp. Läst 20 mars 2019.
2. ↑  ”Nordstrand IF /historia”. https://nordstrand-if.no/om-nif/historie. Läst 20 mars 2019.
3. ↑  ”Proff / Astrid Friis Larsen Lörenskog”. https://www.proff.no/selskap/astrid-friis-larsen/lørenskog/helsetjenester/IF512DO06Y3/. Läst 20 mars 2019.